# Dodona sakaii
Dodona sakaii är en fjärilsart som beskrevs av Hayashi 1976. Dodona sakaii ingår i släktet Dodona och familjen Riodinidae. Inga underarter finns listade i Catalogue of Life.